# Tommy heavenly6 (album)
Albums de Tommy heavenly6
Heavy Starry Heavenly
(2007)
Singles
Tommy heavenly6 est le 1er album studio de Tommy heavenly6 sorti le 24 août 2005 sous le label DefSTAR Records. Il arrive 4e à l'Oricon et reste classé 8 semaines.

## Liste des titres
Toutes les paroles sont écrites par Tommy heavenly6.
| 1.  | 2Bfree                        | 3:47 |
| 2.  | Ready?                        | 2:52 |
| 3.  | Wait till I can dream         | 3:39 |
| 4.  | Fell in Love with You         | 3:22 |
| 5.  | Wanna Be Your Idol            | 2:42 |
| 6.  | +Gothic Pink+                 | 3:26 |
| 7.  | Swear                         | 3:52 |
| 8.  | Lost My Pieces                | 3:48 |
| 9.  | Gimme All of Your Love!!      | 3:25 |
| 10. | LCDD (Like a Candy Day-Dream) | 3:51 |
| 11. | Hey my friend                 | 4:28 |

| 1. | Wait Till I Can Dream (PV)        |  |
| 2. | Hey My Friend (PV)                |  |
| 3. | Ready? (PV)                       |  |
| 4. | Wait Till I Can Dream (Making of) |  |
| 5. | Swear (Making of)                 |  |
| 6. | Hey My Friend (Making of)         |  |
| 7. | Ready? (Making of)                |  |